# 亀ヶ岡石器時代遺跡
亀ヶ岡石器時代遺跡（かめがおかせっきじだいいせき）は、青森県つがる市木造にある縄文時代晩期の集落遺跡である。単に亀ヶ岡遺跡とも称される。1887年（明治20年）に遮光器土偶が出土した遺跡として知られ、1944年（昭和19年）6月26日に国の史跡に指定された。2021年（令和3年）、「北海道・北東北の縄文遺跡群」として世界文化遺産に登録された。

## 概要

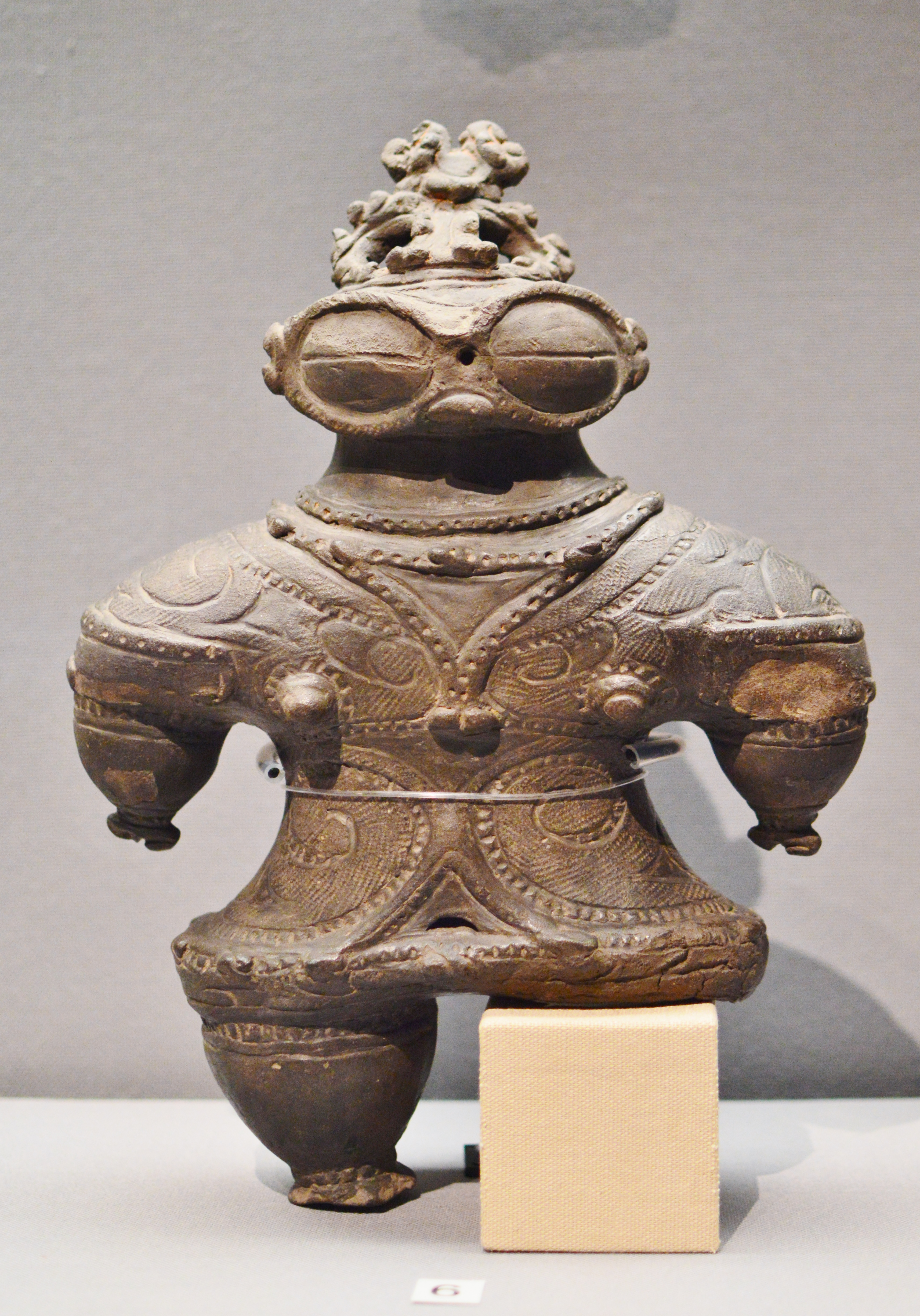
遮光器土偶（重要文化財）
東京国立博物館展示。

亀ヶ岡石器時代遺跡は、津軽平野西南部の丘陵先端部に位置している。現在、当地には遮光器土偶をかたどったモニュメントが建てられているが、その背後にある谷間の湿地帯から数多くの遺物が出土している。
遺跡は、1622年（元和8年）に津軽藩2代目藩主の津軽信枚が亀ヶ岡城を築こうとした際、土偶や土器が出土したことから発見された。なお、亀ヶ岡城の築城は一国一城令が出たために中断されている。地名の亀ヶ岡は、「甕が出土する丘」に由来するとも言われる。この地区には湿地帯が多く、築城の際に地面に木を敷いて道路としたことから、「木造村」（きづくりむら）と呼ばれるようになった。
江戸時代には、ここから発掘されたものは「亀ヶ岡物」と言われ、好事家に喜ばれ 、遠くオランダまで売られたものもある。1万個を越える完形の土器が勝手に発掘されて持ち去られたという。
明治時代以降も発掘が続けられ、1887年（明治20年）に遮光器土偶が出土した。1889年（明治22年）には学術調査が行われ、1895年（明治28年）の発掘調査では、日本にも泥炭化した遺物包含層があることがはじめて明らかとなった。戦後は支谷の低湿地遺物包含層の発掘調査が行われ、1980年（昭和55年）に丘陵上や谷の部分の調査が行われた結果、遮光器土偶をはじめ土器、石器、木製品、漆器などとともに土壙跡26基が発掘された。しかし生活跡や遺構の調査は未発掘である。現在は無断で発掘することは禁止されている。
遺跡から出土した遺物の多くは、つがる市縄文館で展示されている。縄文館は、かつて津軽信枚が亀ヶ岡城の堀として造った「大溜池」の近くにあり、亀ヶ岡城の予定地に位置している。出土遺物中、最も著名で、遺跡のモニュメントのモデルとなっている遮光器土偶は、個人の所蔵を経て、1957年（昭和32年）に重要文化財に指定され、現在は東京国立博物館の所蔵となっている。
縄文時代晩期には、この亀ヶ岡出土品に代表される様式の土器が北海道から中部・近畿の広い地区にわたって流行する。これを亀ヶ岡文化とも言う。

## 展示
遺跡からの出土品の一部や出土した遮光器土偶のレプリカは、つがる市縄文住居展示資料館カルコ（つがる市木造若緑59-1）に展示されている。

## ギャラリー

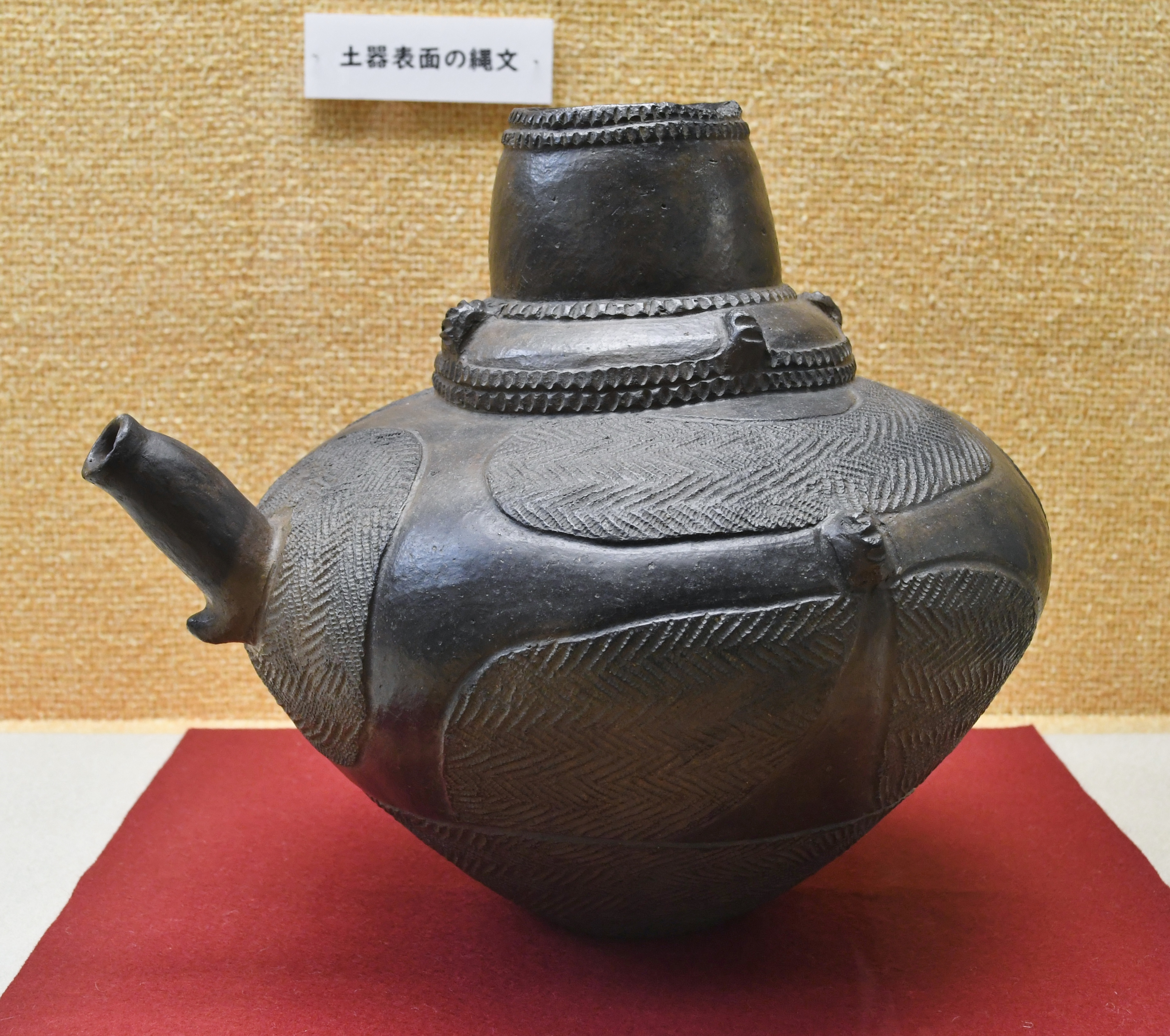
注口土器（重要文化財） 辰馬考古資料館展示。
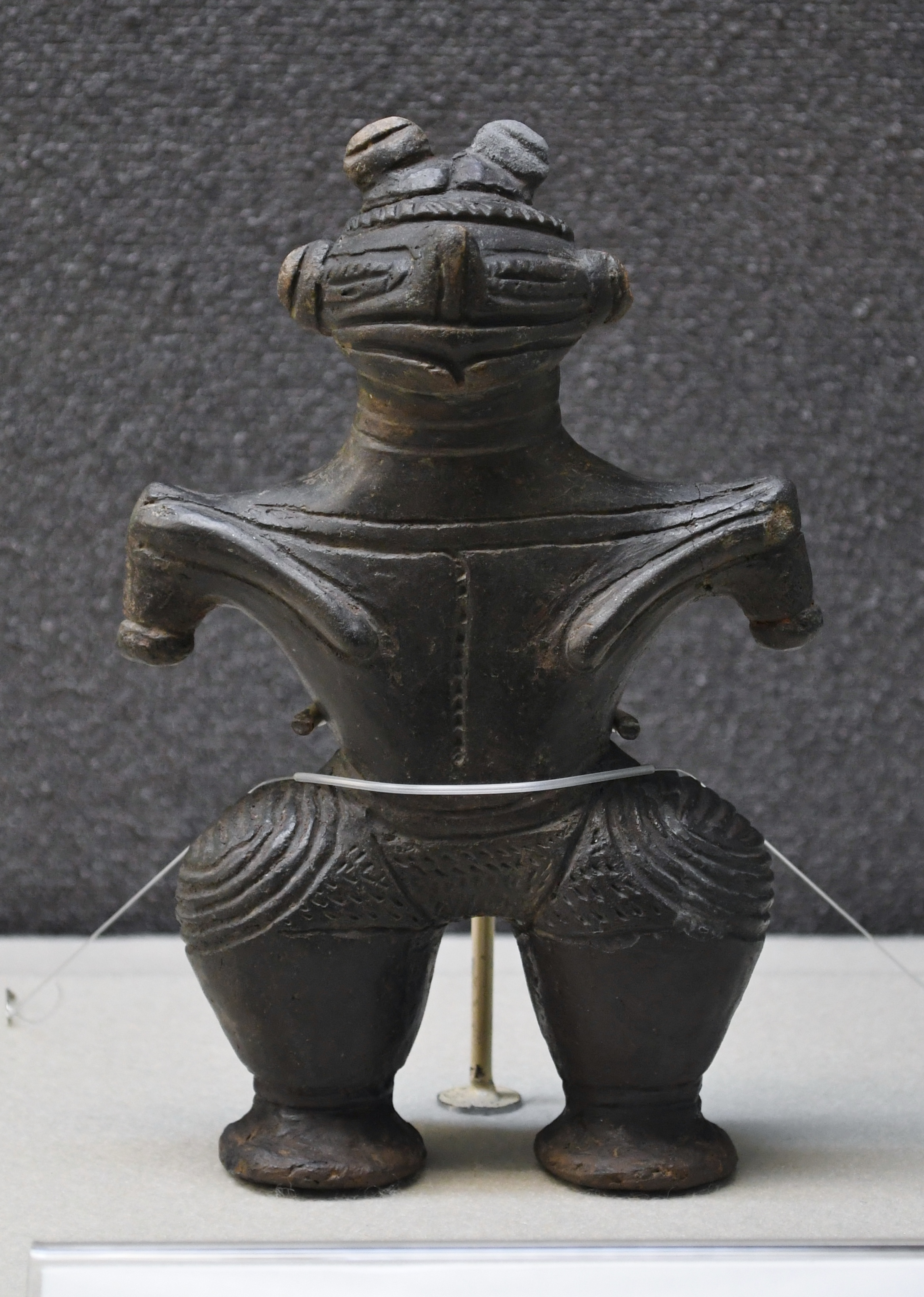
土偶 辰馬考古資料館展示。
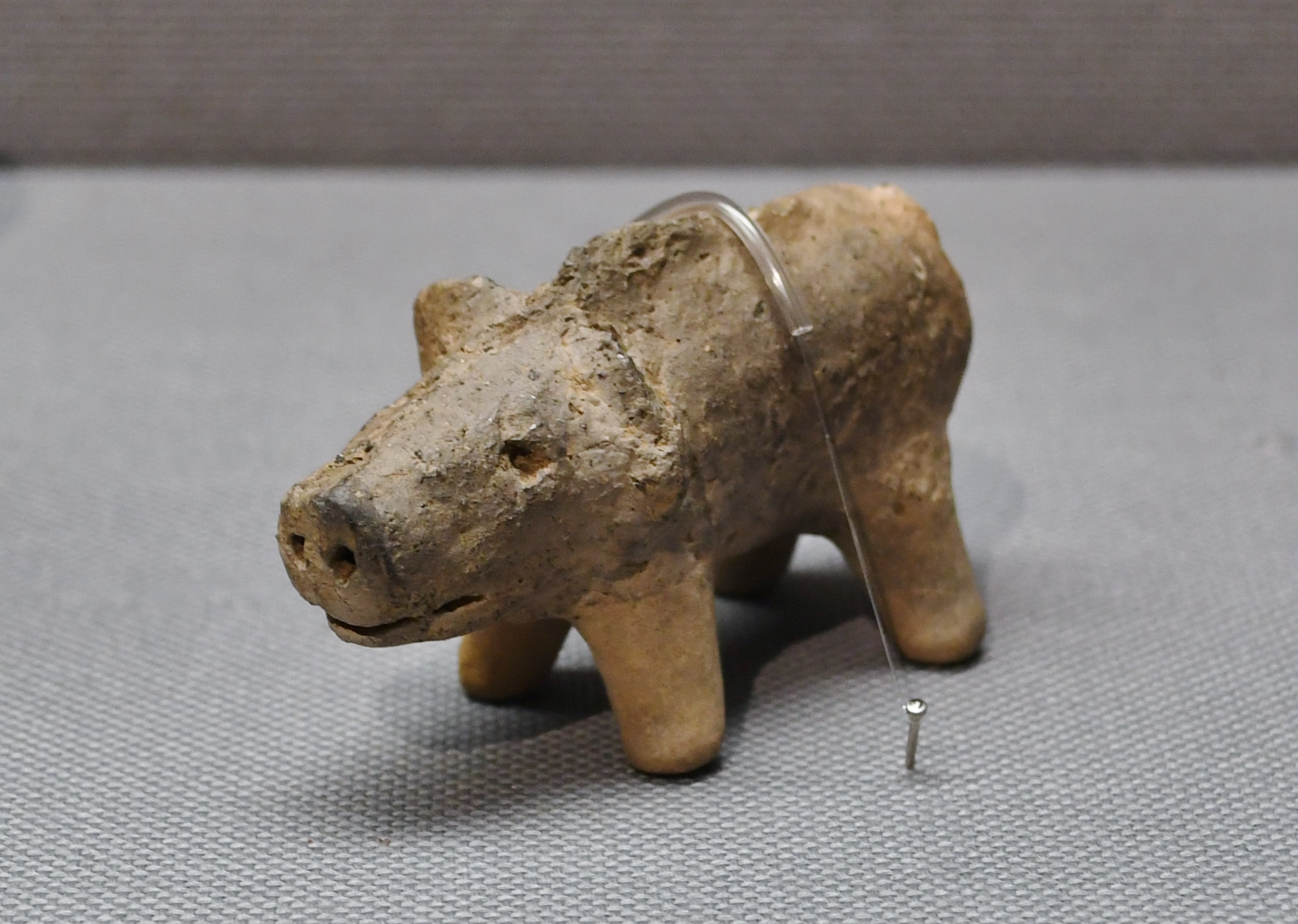
猪形土製品 東京国立博物館展示。